# Aleksandrov Andrij Volodimirovič
Aleksandrov Andrij Volodimirovič (ukr.: Александров Андрій Володимирович; Lavov, 15. kolovoza 1965. – Sliven, 2. rujna 2007.), ukrajinski automobilski trkač i inženjer, ukrajinski prvak u reliju.
Rođen je u Lavovu, u obitelji vojnika. Kasnije se s roditeljima preselio u Odesu, a 1995. u Kijev.
Poginuo je u rujnu 2007. na utrci u Slivenu, u Bugarskoj.